# Cibotogaster argentihirta
Cibotogaster argentihirta är en tvåvingeart som beskrevs av Enrico Adelelmo Brunetti 1923. Cibotogaster argentihirta ingår i släktet Cibotogaster och familjen vapenflugor. Inga underarter finns listade i Catalogue of Life.